# The Betrayed
The Betrayed – czwarty studyjny album zespołu rockowego Lostprophets, pochodzącego z Walii. Został wydany przez Visible Noise i Sony Music Entertainment 13 stycznia 2010 roku.

## Lista utworów
1. "If It Wasn't for Hate, We'd Be Dead by Now" 2:18
2. "Dstryr/Dstryr" 4:28
3. "It's Not the End of the World, But I Can See It from Here" 4:19
4. "Where We Belong" 4:37
5. "Next Stop, Atro City" 3:02
6. "For He's a Jolly Good Felon" 4:41
7. "A Better Nothing" 4:46
8. "Streets of Nowhere" 3:26
9. "Dirty Little Heart" 5:42
10. "Darkest Blue" 3:50
11. "The Light That Shines Twice as Bright..." 5:52

## Muzycy
- Ian Watkins – wokal
- Lee Gaze – gitara prowadząca
- Mike Lewis – gitara rytmiczna
- Stuart Richardson – gitara basowa
- Jamie Oliver – syntezator
- Ilan Rubin – perkusja

## Notowania
| Notowanie               | Najwyższa pozycja |
| ----------------------- | ----------------- |
| Australian Albums Chart | 49                |
| Irish Album Charts      | 42                |
| UK Album Chart          | 3                 |
| UK Indie Album Chart    | 1                 |